# Sauterina hofmanniella
Sauterina hofmanniella là một loài bướm đêm thuộc họ Gracillariidae. Nó được tìm thấy ở Scandinavia to Pyrenees, Sardinia, Ý và România và from Pháp to central Nga.
Ấu trùng ăn Lathyrus niger. Chúng ăn lá nơi chúng làm tổ. The mine consists of a strongly contracted lower-surface tentiform mine. The lower epidermis is often torn. Pupation takes place outside of the mine.